# Kosmosprogrammet

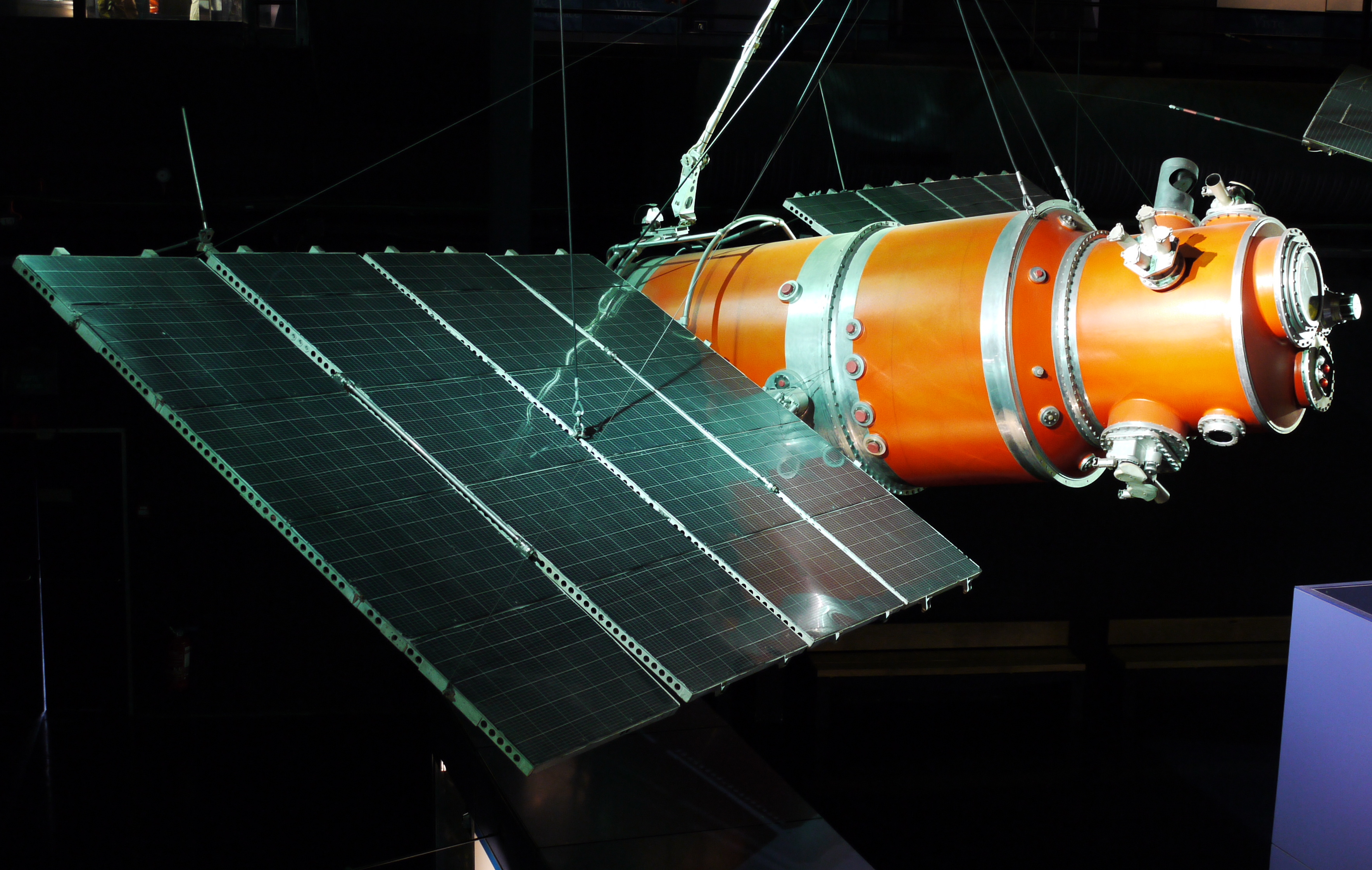
Model av Kosmos 122

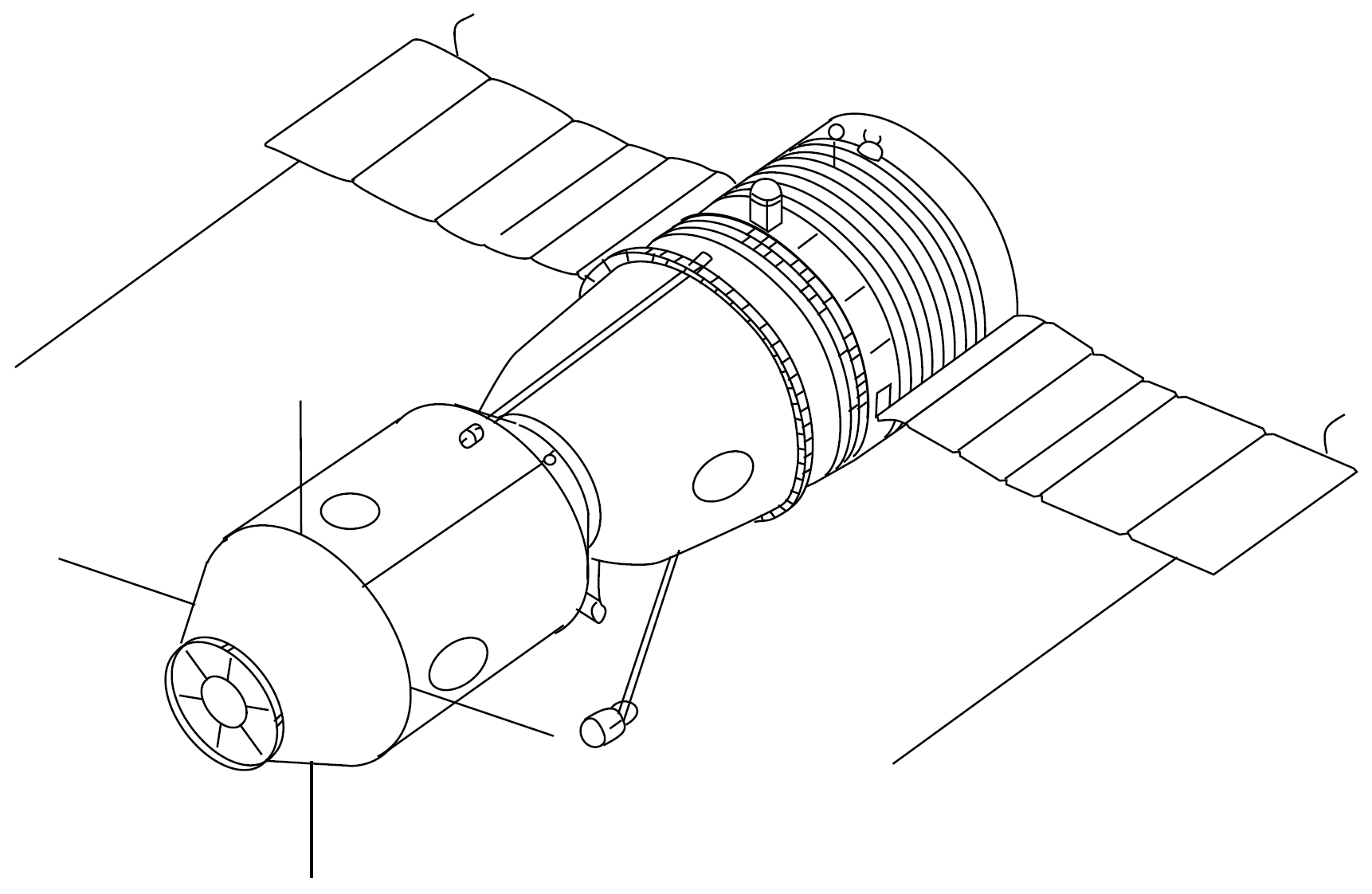
Sojuz

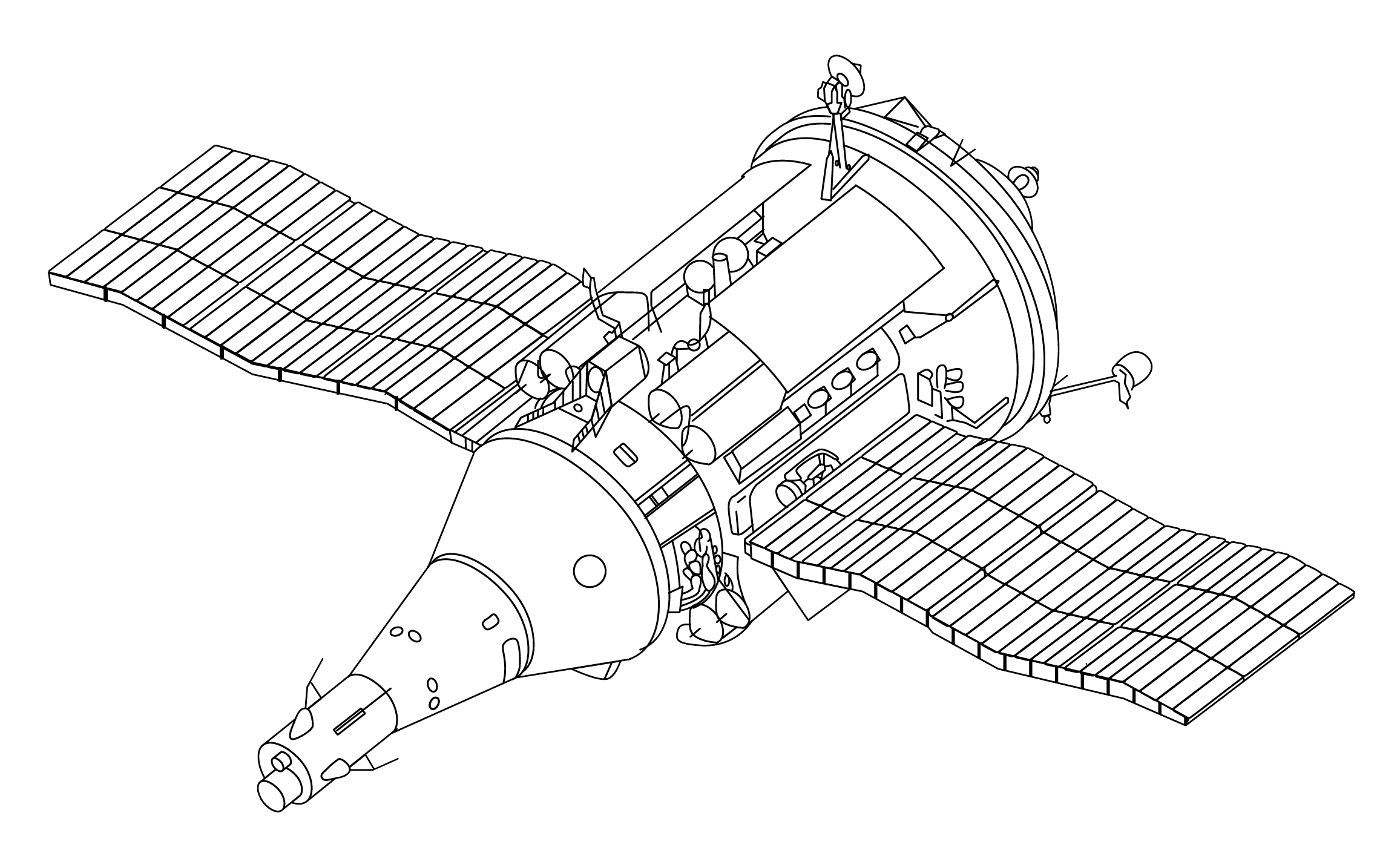
TKS

Progress

Kosmosprogrammet är ett pågående program som innehåller en mängd sovjetiska och ryska satelliter och rymdsonder.
I rymdutforskningens barndom fick alla sovjetiska satelliter och rymdsonder ett Kosmos nummer. Detta berodde bl.a. på att många uppskjutningar misslyckades på ett eller annat sätt. Om uppskjutningen och övriga kritiska moment gick bra, bytte farkosten namn och man offentliggjorde att den skjutits upp. Många av farkosterna i Kosmosprogrammet var misslyckade satelliter och rymdsonder. En annan stor del tros vara militära satelliter, både lyckade och misslyckade.
Programmet innehöll även ett flertal obemannade testflygningar av Vostok, Voschod och Sojuz.

## Kosmos flygningar (urval)
| Namn        | Farkost         | Notering |
| ----------- | --------------- | --- |
| Kosmos 47   |                 | |
| Kosmos 57   |                 | |
| Kosmos 110  |                 | |
| Kosmos 133  | Sojuz           | Obemannad testflygning.                                                                                              |
| Kosmos 140  | Sojuz           | Obemannad testflygning.                                                                                              |
| Kosmos 186  |                 | Första dockningen i rymden, mellan två obemannade farkoster, med Kosmos 188.                                         |
| Kosmos 188  |                 | Första dockningen i rymden, mellan två obemannade farkoster, med Kosmos 186.                                         |
| Kosmos 212  | Sojuz           | Obemannad testflygning.                                                                                              |
| Kosmos 213  | Sojuz           | Obemannad testflygning.                                                                                              |
| Kosmos 238  | Sojuz           | Obemannad testflygning.                                                                                              |
| Kosmos 419  |                 | |
| Kosmos 482  | Venera-rymdsond | En misslyckad rymdsond i Veneraprogrammet                                                                            |
| Kosmos 496  | Sojuz           | Obemannad testflygning.                                                                                              |
| Kosmos 557  | Saljut          | En rymdstation i Saljut-serien.                                                                                      |
| Kosmos 573  | Sojuz           | Obemannad testflygning.                                                                                              |
| Kosmos 605  |                 | |
| Kosmos 613  | Sojuz           | Obemannad testflygning.                                                                                              |
| Kosmos 638  | Sojuz           | Obemannad testflygning.                                                                                              |
| Kosmos 672  | Sojuz           | Obemannad testflygning.                                                                                              |
| Kosmos 782  |                 | |
| Kosmos 881  | VA-kapseln      | Obemannad testflygning.                                                                                              |
| Kosmos 882  | VA-kapseln      | Obemannad testflygning.                                                                                              |
| Kosmos 929  | TKS-farkost     | Första obemannade testflygningen av en TKS-farkost.                                                                  |
| Kosmos 954  |                 | Återinträde i jordens atmosfär, ombord fanns en kärnreaktor, radioaktivt material spreds över delar av norra Kanada. |
| Kosmos 997  | VA-kapseln      | Obemannad testflygning.                                                                                              |
| Kosmos 998  | VA-kapseln      | Obemannad testflygning.                                                                                              |
| Kosmos 1001 | Sojuz           | Obemannad testflygning.                                                                                              |
| Kosmos 1074 | Sojuz           | Obemannad testflygning.                                                                                              |
| Kosmos 1100 | VA-kapseln      | Obemannad testflygning.                                                                                              |
| Kosmos 1101 | VA-kapseln      | Obemannad testflygning.                                                                                              |
| Kosmos 1267 | TKS-farkost     | Andra obemannade testflygningen av en TKS-farkost.                                                                   |
| Kosmos 1374 | BOR-4           | Första obemannade testflygningen av BOR-4 prototyp av MiG-105                                                        |
| Kosmos 1443 | TKS-farkost     | Tredje obemannade testflygningen av en TKS-farkost.                                                                  |
| Kosmos 1445 | BOR-4           | Andra obemannade testflygningen av BOR-4                                                                             |
| Kosmos 1517 | BOR-4           | Tredje obemannade testflygningen av BOR-4                                                                            |
| Kosmos 1614 | BOR-4           | Fjärde obemannade testflygningen av BOR-4                                                                            |
| Kosmos 1669 | Progress        | Sista Progress till rymdstationen Saljut 7                                                                           |
| Kosmos 1686 | TKS-farkost     | Fjärde obemannade testflygningen av en TKS-farkost.                                                                  |
| Kosmos 2251 |                 | Kolliderade med satelliten Iridium 33                                                                                |